# Nagykanizsai Torna Egylet
Az Nagykanizsai Torna Egylet egy magyar sportegyesület. Jelenleg ez Magyarország egyik legöregebb, máig is működő sport egyesülete.[forrás?] 

## Történet
1866 nyarán alapította Ebenspanger Lipót 34 fős létszámmal Nagykanizsán.

## Szakosztályok
- Hegyi kerékpáros
- Vívás
- Cselgáncs
- Íjászat
- Labdarúgás

## Eredmények
A labdarúgócsapat az 1978–79-es és az 1979–80-as szezonban érte el legjobb eredményét. Ekkor a másodosztályban szerepeltek, és az első idényben a 11. helyet szerezték meg. Egy évvel később a 18. helyezettként búcsúztak a második vonaltól. Ezt a két évet leszámítva az NB III és a megyei első osztály között ingázik a csapat.